# Thenay (Loir-et-Cher)
Thenay ist eine Ortschaft und eine Commune déléguée in der französischen Gemeinde Le Controis-en-Sologne mit 915 Einwohnern (Stand: 1. Januar 2022) im Département Loir-et-Cher in der Region Centre-Val de Loire. Die Einwohner werden Thénaysiens genannt.
Die Gemeinde Thenay wurde am 1. Januar 2019 mit Ouchamps, Fougères-sur-Bièvre, Feings und Contres zur Commune nouvelle Le Controis-en-Sologne zusammengeschlossen. Sie gehörte zum Arrondissement Romorantin-Lanthenay und zum Kanton Montrichard.

## Geographie
Thenay liegt am Westrand der Seenlandschaft Sologne, etwa 20 Kilometer südsüdwestlich von Blois und etwa 43 Kilometer östlich von Tours. Umgeben wurde die Gemeinde Thenay von den Nachbargemeinden Sambin im Nordwesten und Norden, Fougères-sur-Bièvre im Norden und Nordosten, Feings im Nordosten, Contres im Osten, Choussy im Südosten, Monthou-sur-Cher im Süden sowie Pontlevoy im Westen.

## Bevölkerungsentwicklung
| Jahr                       | 1962 | 1968 | 1975 | 1982 | 1990 | 1999 | 2006 | 2016 |
| -------------------------- | ---- | ---- | ---- | ---- | ---- | ---- | ---- | ---- |
| Einwohner                  | 848  | 903  | 851  | 773  | 753  | 803  | 851  | 881  |
| Quellen: Cassini und INSEE |      |      |      |      |      |      |      |      |

## Sehenswürdigkeiten
- Kirche Notre-Dame aus dem 13. Jahrhundert
- Schloss La Pastourellerie

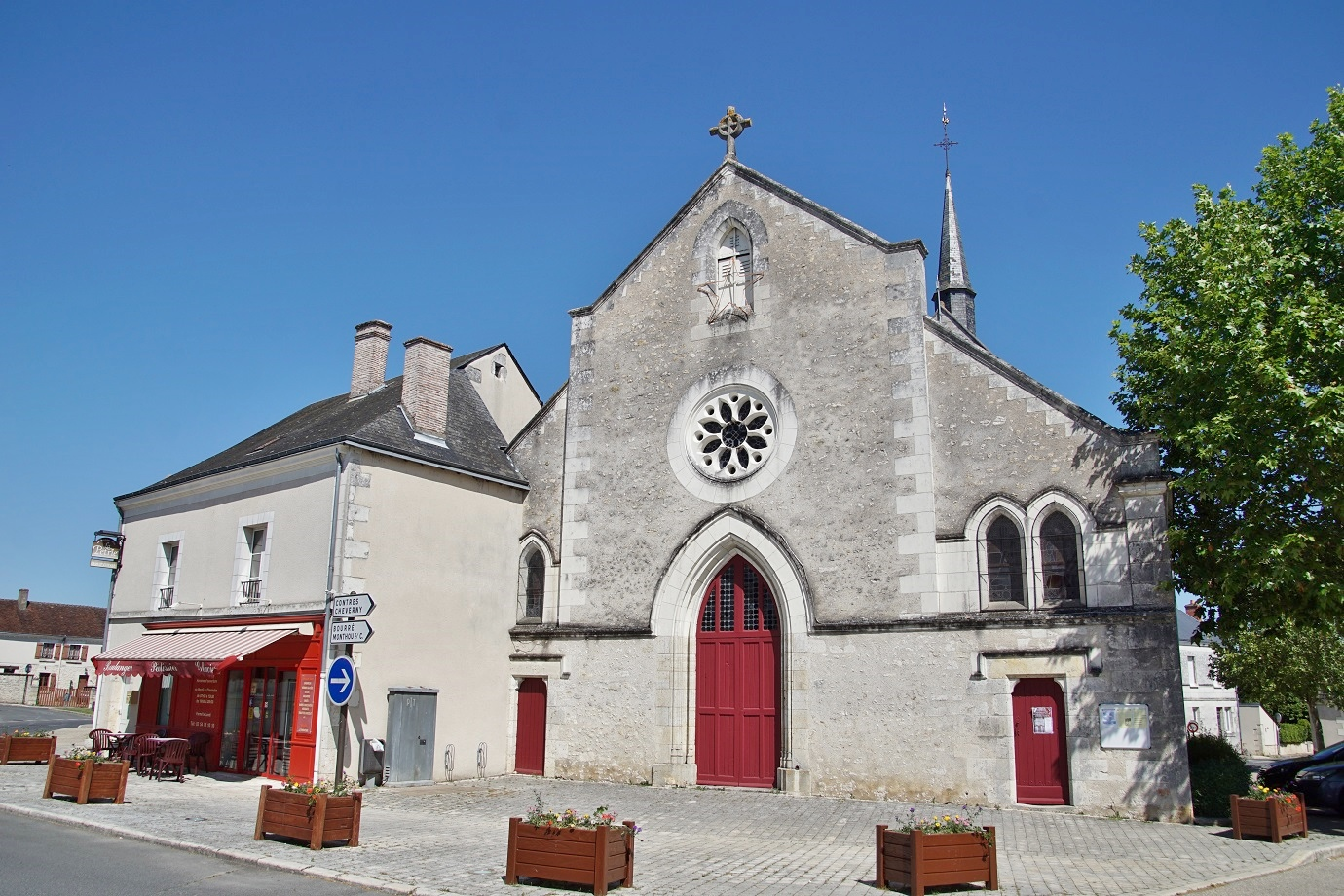
Kirche Notre-Dame
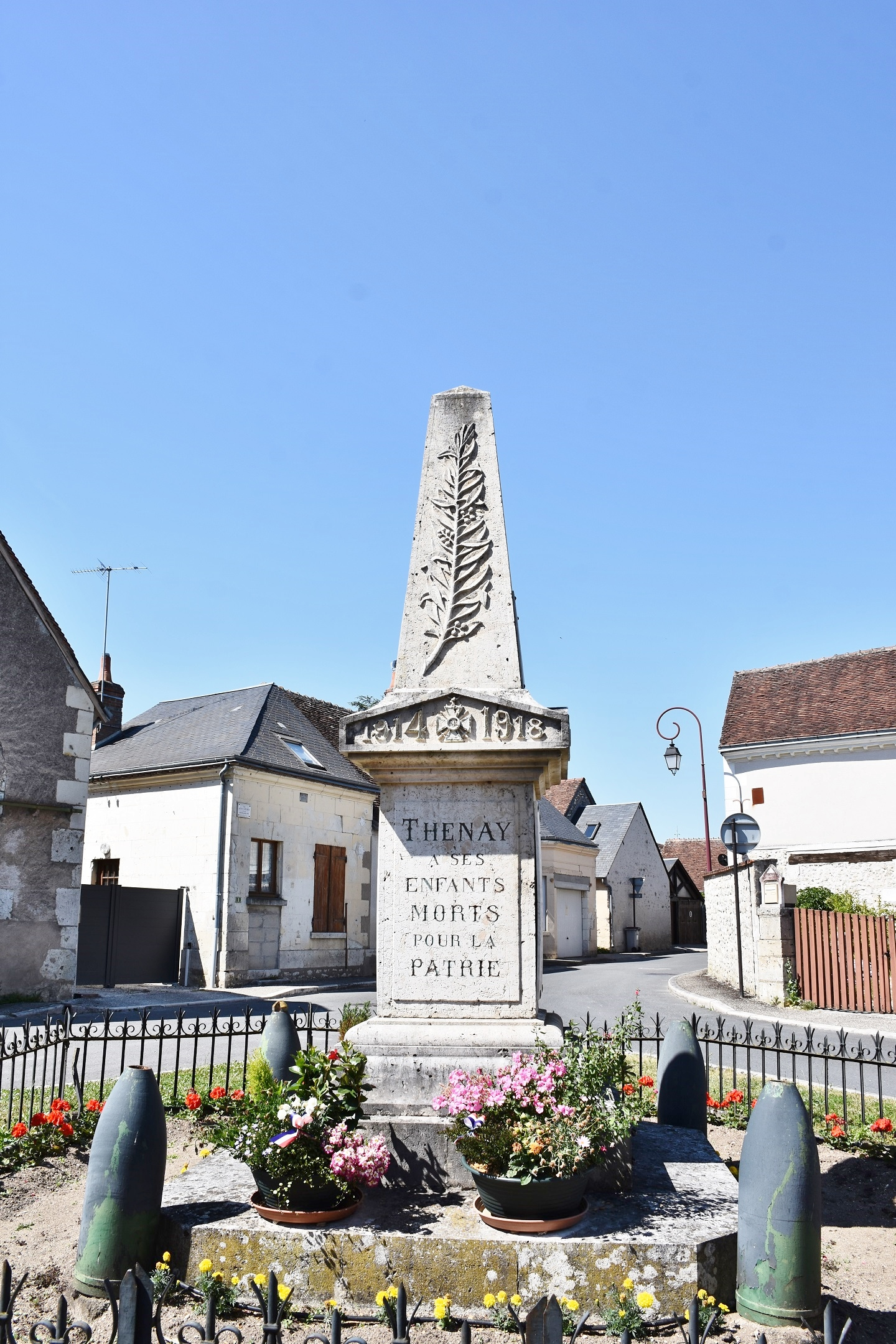
Gefallenendenkmal